# بيراما (أتيكي)
بيراما (باليونانية: Πέραμα)‏ هي مدينة في إقليم أتيكا في اليونان.